# VDNCh (stanice metra v Moskvě)

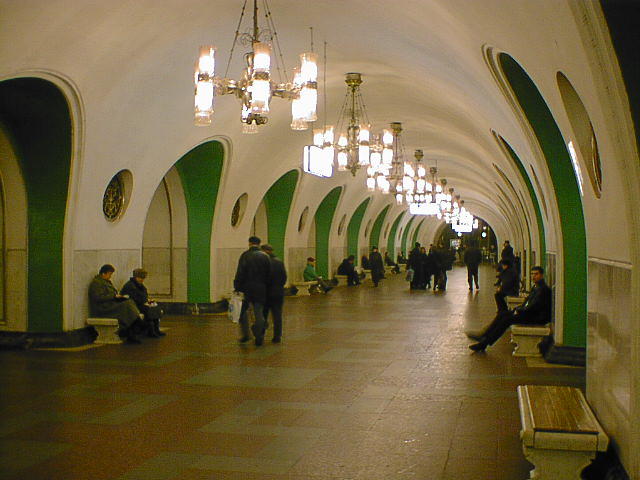
Střední loď stanice

VDNCh (rusky ВДНХ) je stanice moskevského metra v severní části Kalužsko-Rižské linky. Pojmenována je podle nedalekého výstaviště. Lze to přestoupit na nedaleko položenou stanici monorailu Vystavočnyj centr.

## Charakter stanice
VDNCh je podzemní ražená trojlodní stanice, založená 53,5 m hluboko. Není přestupní a má dva povrchové vestibuly (první je původní, druhý dobudován roku 1997), které jsou s nástupištěm spojené eskalátorovými tunely.
Jako severní konečná pro linku Rižskaja byla VDNCh otevřena 1. května 1958. Stejně jako celý první úsek oranžové linky, i tato stanice odpovídá době ústupu od stalinistického k strohému architektonickému provedení. Původně měly být například v prostupech dekorativní mozaiky, ty však nakonec byly odstraněny. Osvětlení je však stále zajišťováno lustry.
V letech 1991 a 1992 se objevilo několik námětů na přejmenování stanice (v této době v celé síti metra byla odstraněna alespoň část ideologických názvů), k němuž nakonec nedošlo.
V současné době ji využije každý den okolo 119 000 cestujících, což VDNCh činí jednu z nejvíce vytížených v celé síti metra.

## VDNCh v kultuře
Na stanici VDNCh se odehrává začátek knihy Metro 2033 od Dmitrije Gluchovského.